# Liste der Kulturdenkmale in Böblingen
In der Liste der Kulturdenkmale in Böblingen sind unbewegliche Bau- und Kunstdenkmale aller Stadtteile von Böblingen aufgeführt. Zu Böblingen gehört die Kernstadt Böblingen und der Stadtteil Dagersheim. Grundlage für diese Liste ist die vom Regierungspräsidium Stuttgart herausgegebene Liste der Bau- und Kunstdenkmale.
Diese Liste ist nicht rechtsverbindlich. Eine rechtsverbindliche Auskunft ist lediglich auf Anfrage bei der Unteren Denkmalschutzbehörde der Stadt Böblingen erhältlich.

## Bau- und Kulturdenkmale der Stadt Böblingen

### Böblingen (Kernstadt)
Bau-, Kunst- und Kulturdenkmale in der Kernstadt Böblingen (mit dem Ort Rauher Kapf und dem Wohnplatz Schönaicher First):
| Bild           | Bezeichnung                                      | Lage                                    | Datierung     | Beschreibung | ID |
| -------------- | ------------------------------------------------ | --------------------------------------- | ------------- | --- | -- |
| Weitere Bilder | Ehemaliges Empfangsgebäude (Flughafen Böblingen) | Flugfeld, Liesel-Bach-Straße 10 (Karte) |               | |    |
| Weitere Bilder | Hangars                                          | Flugfeld (Karte)                        |               | Heute genutzt von der Motorworld Region Stuttgart                                                                 |    |
| Weitere Bilder | Martin-Luther-Kirche                             | Achalmstr. 3 (Karte)                    |               | |    |
| Weitere Bilder | Paul-Gerhardt-Kirche                             | Berliner Straße 37 (Karte)              |               | |    |
| Weitere Bilder | Orplid-Hochhaus                                  | Genker Straße 35 (Karte)                |               | Hochhaus von Hans Scharoun                                                                                        |    |
| Weitere Bilder | Aussegnungshalle                                 | Herdweg 41 (Karte)                      | 1914          | nach Entwürfen des Stadtbaumeisters Georg Eberle in neoklassizistischen Formen errichtet.                         |    |
|                | Zehntscheune                                     | Marktgasse 6 / Pfarrgasse 2 (Karte)     | 1593          | Die 1593 erbaute Zehntscheune beherbergt heute die Städtische Galerie Böblingen und das Bauernkriegsmuseum.       |    |
|                | Bürgerhaus                                       | Marktstraße 9 (Karte)                   | 17. Jh.       | Fachwerkbau mit Zierelementen                                                                                     | BW |
|                | Helferathaus                                     | Marktstraße 11 (Karte)                  |               | | BW |
|                | Bäckerhaus                                       | Marktplatz 25 (Karte)                   | 18. Jh.       | Verputzter Fachwerkbau mit Mansarddach                                                                            | BW |
|                | Ehemaliges Vogtshaus (Deutsches Fleischermuseum) | Marktplatz 27 (Karte)                   | 1570          | Fachwerkhaus mit Standerker                                                                                       | BW |
|                | Ehemalige Stadtschreiberei                       | Marktplatz 29 (Karte)                   | 2. H. 16. Jh. | Fachwerkbau, Graufassung der Balken 1984 nach Befund wiederhergestellt.                                           | BW |
|                | Ehemalige Oberamtei                              | Marktplatz 31 (Karte)                   | 1688          | Verputzter Fachwerkbau mit Standerker                                                                             | BW |
| Weitere Bilder | Feierraum (ehem. Gottesackerkirche)              | Pestalozzistraße 9 (Karte)              | 1529-1587     | |    |
|                | Platzhirsch                                      | Postplatz 5 (Karte)                     |               | Heute Brauereigaststätte                                                                                          |    |
|                | Fachwerkhaus                                     | Poststraße 18 (Karte)                   | 1530          | Verputzter Fachwerkbau                                                                                            | BW |
| Weitere Bilder | Bären                                            | Poststraße 36 (Karte)                   |               | Gasthaus, benachbart zum Bärenkino                                                                                |    |
| Weitere Bilder | Stadtkirche St. Dionysius                        | Schloßberg 1 (Karte)                    | 1200–1250     | Evangelische Stadtkirche St. Dionysius. Der Kirchturm aus Keupersandstein entstand zwischen 1200 und 1250.        |    |
| Weitere Bilder | Altes Amtsgericht                                | Schloßberg 11 (Karte)                   | 1833          | Spätklassizistischer Putzbau mit Walmdach.                                                                        |    |
| Weitere Bilder | Wohnsiedlung Rauher Kapf                         | Rauher Kapf, Taunusstraße (Karte)       |               | Häuser von Hans Scharoun                                                                                          |    |
| Weitere Bilder | Gasthaus zum Grünen Turm                         | Turmstraße 9 (Karte)                    |               | Fachwerkhaus des 16./17. Jahrhunderts                                                                             |    |
| Weitere Bilder | Grüner Turm                                      | Turmstraße 10 (Karte)                   |               | Turm der ehemaligen Stadtbefestigung                                                                              |    |
| Weitere Bilder | Wohnhaus Untere Gasse 9                          | Untere Gasse 9 (Karte)                  |               | Fast 530 Jahre alt, eins der ältesten Wohnhäuser in Böblingen. War es ein Teil der Stadtmauer mit Schießscharten. |    |
| Weitere Bilder | Alte Wache                                       | Wolfgang-Brumme-Allee 35 (Karte)        |               | |    |

### Dagersheim
Bau-, Kunst- und Kulturdenkmale in Dagersheim:
| Bild           | Bezeichnung        | Lage                               | Datierung      | Beschreibung | ID |
| -------------- | ------------------ | ---------------------------------- | -------------- | --- | -- |
|                | Zehntscheune       | Kirchgasse 18 (Karte)              | 1568/1800/1993 | Die Zehntscheune wurde früher für die Abgabe und Aufbewahrung der Naturaliensteuer, den sogenannten Zehnt, verwendet. Zum ersten Mal wurde die Dagersheimer Zehntscheuer im Jahre 1568 schriftlich erwähnt. Aufgrund des schlechten baulichen Zustandes wurde sie im Jahr 1800 neu aufgebaut. 1993 wurde die Zehntscheune grundlegend saniert und zu einem Bürgerhaus umgebaut. |    |
| Weitere Bilder | St. Agathe         | Kirchgasse 11, Schulstraße (Karte) |                | Die 1491 im spätgotischen Stil erbaute Kirche liegt zentral am Dagersheimer Marktplatz und ist mit dem 36 m hohen Wehrturm weithin sichtbar. Die vom Orgelbauer Carl Gottlieb Weigle im Jahr 1857 gebaute Kegelladenorgel ist die älteste spielbare Orgel der Region. |    |
|                | ehemaliges Rathaus | (Karte)                            |                | unter Denkmalschutz stehendes, ehemaliges Rathaus | BW |
|                | Kriegerdenkmal     | (Karte)                            |                | Kriegerdenkmal. Erster Weltkrieg. Vierflächige Steinsäule mit Inschriften und den Namen der Gefallenen, obenauf eine Statue eines von einer weiblichen Figur Abschied nehmenden Soldaten. | BW |